# Pyropteron
Pyropteron is een geslacht van vlinders uit de familie wespvlinders (Sesiidae), onderfamilie Sesiinae.
Pyropteron is voor het eerst wetenschappelijk beschreven door Newman in 1832. De typesoort is Sphinx chrysidiformis.

## Soorten
Pyropteron omvat de volgende soorten:
- P. biedermanni Le Cerf, 1925
- P. ceriaeforme (Lucas, 1849)
- P. (Pyropteron) chrysidiforme

Zuringwespvlinder (Esper, 1782)
- P. doryliforme (Ochsenheimer, 1808)
- P. minianiforme (Freyer, 1843)
- P. affine (Staudinger, 1856)
- P. aistleitneri (Špatenka, 1992)
- P. atlantis (Schwingenschuss, 1935)
- P. atypicum Kallies & Špatenka, 2003
- P. borreyi (Le Cerf, 1922)
- P. cirgisum (Bartel, 1912)
- P. hera (Špatenka, 1997)
- P. hispanicum (Kallies, 1999)
- P. kautzi (Reisser, 1930)
- P. koschwitzi (Špatenka, 1992)
- P. koshantschikovi (Püngeler, 1914)
- P. leucomelaena (Zeller, 1847)
- P. mannii (Lederer, 1853)
- P. maroccanum (Kallies, 1999)
- P. meriaeforme (Boisduval, 1840)
- P. muscaeforme (Esper, 1783)
- P. triannuliforme (Freyer, 1842)
- P. umbriferum (Staudinger, 1871)
- P. balkis Le Cerf, 1938
- P. cirgisa (Bartel, 1912)
- P. chrysomelaena Le Cerf, 1916
- P. chrysoneura (Püngeler, 1912)
- P. doryliformis (Ochsenheimer, 1808)
- P. elampiformis (Herrich-Schäffer, 1854)
- P. margiana (Püngeler, 1912)
- P. minianiformis (Freyer, 1843)
- P. muscaeformis (Esper, 1783)
- P. reisseri Capuse, 1973
- P. seitzi (Püngeler, 1905)
- P. triannuliformis (Freyer, 1842)
- P. umbrifera (Staudinger, 1870)